# Mahendra

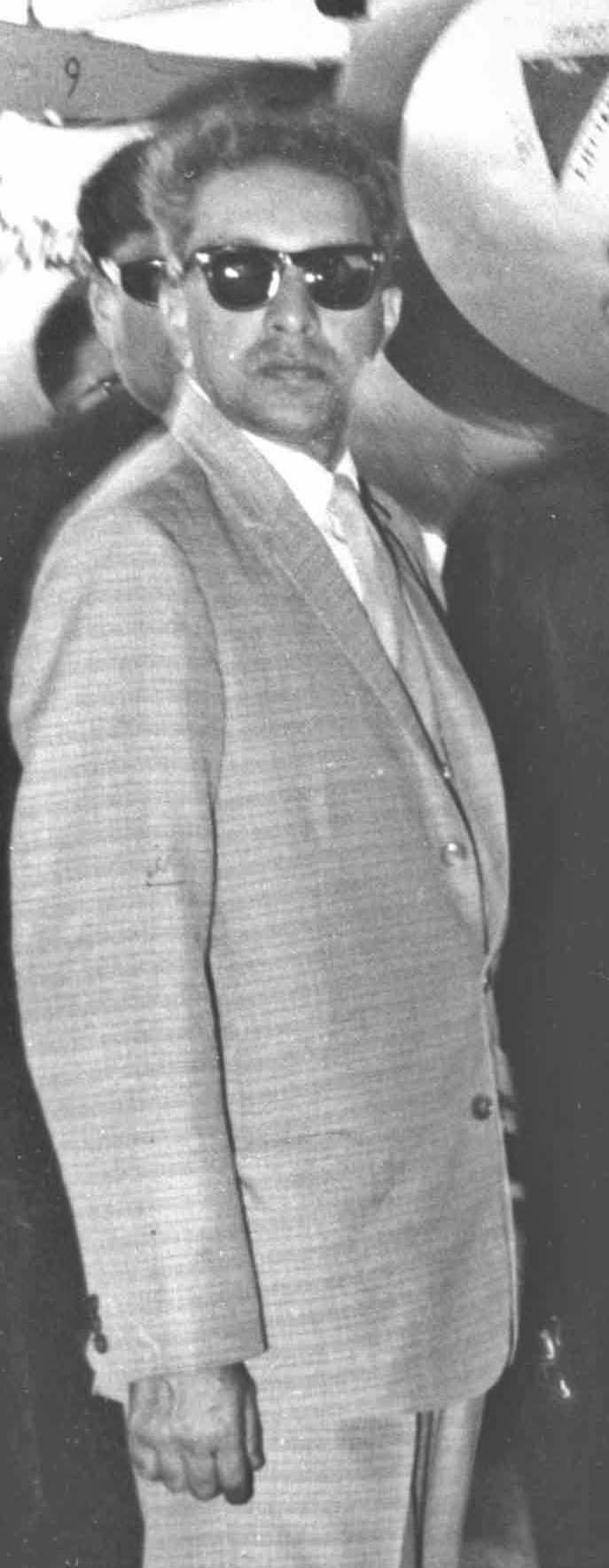
Mahendra, 1958

Mahendra Bir Bikram Shah Dev (Nepali महेन्द्र वीर विक्रम शाहदेव; * 11. Juni 1920 im Narayanhity-Palast, Katmandu; † 31. Januar 1972 in Dialo Bangala, Bharatpur (Nepal)) war von 1955 bis zu seinem Tod König von Nepal.

## Leben

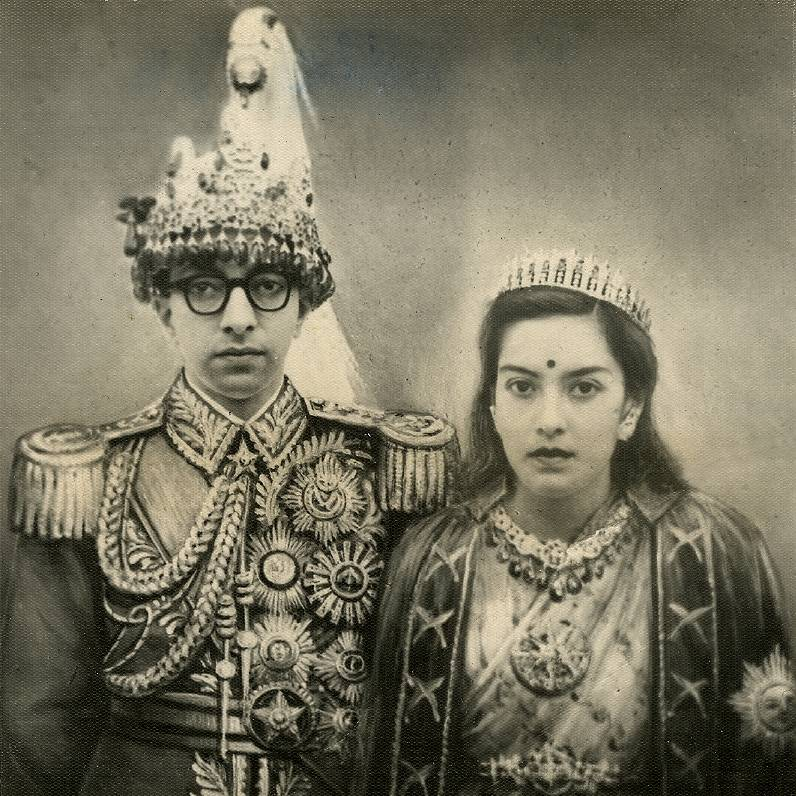
König Mahendra und Königin Ratna von Nepal um das Jahr 1957

Mahendra war zu Beginn seines Lebens mit seinem Vater faktisch Gefangener im Narayanhity-Palast. 1940 heiratete er Indra Rajya Laxmi Devi, Tochter des Generals Hari Shamsher Rana. Nach deren Tod 1950 heiratete er 1952 deren Schwester Ratna Rajya Laxmi Devi. Seine Krönung erfolgte am 2. Mai 1956 nach dem Tod seines Vaters Tribhuvan, der nach Jahren als Marionette der herrschenden Familie Rana deren mehr als hundertjährige Macht über das Land hatte brechen können. Die Nepalesische Kongresspartei, die ehemaligen Rana-Machthaber und der König bildeten ein Übergangstriumvirat. 1959 kam es zu ersten freien Parlamentswahlen. Anders als sein Vater war Mahendra aber kein Anhänger der parlamentarischen Demokratie, und bereits 1960 verbot er die politischen Parteien. Er führte das Panchayat-System in Nepal ein, eine Art dörflicher Selbstverwaltung durch lokale Räte. Es kam zu einer Landreform in Nepal. Das Parlament wurde weiterhin gewählt, und zwar wurden 112 Abgeordnete direkt vom Volk bestimmt und 28 weitere vom König ernannt. Dieses Parlament wählte wiederum den Ministerpräsidenten.
Der König war formell nun nur noch Spitze der Exekutive, konnte aber mit seinem Vetorecht alle relevanten Entscheidungen allein treffen. Seine Außenpolitik war hauptsächlich auf Indien und China gerichtet, und er erreichte von Peking Wirtschaftshilfe in Höhe von 7,5 Millionen £. Nach seinem plötzlichen Tod 1972 folgte ihm sein Sohn Birendra auf den Thron.
Ein jüngerer Sohn, Gyanendra, war als kleines Kind von 1950 bis 1951 regierender König, als Tribhuvan, Mahendra und Birendra vor der Familie Rana aus dem Land flüchten mussten. Nach 50 Jahren bestieg Gyanendra wieder den Thron, als sein Bruder Birendra 2001 ermordet wurde.

## Ehrungen
- Feldmarschall (Vereinigtes Königreich)
- Träger des Chrysanthemenordens (Großkreuz mit Ordenskette)
- Träger des Ordens des heiligen Jakob vom Schwert (Großkreuz)
- Träger des Bundesverdienstkreuzes (Sonderstufe des Großkreuzes)
- Träger des Elefanten-Ordens
- Träger des Finnischen Ordens der Weißen Rose
- Träger des Ordens vom Niederländischen Löwen (Großkreuz)
- Mitglied der Ehrenlegion (Großkreuz)